# Plac Orkiestry (Tel Awiw)

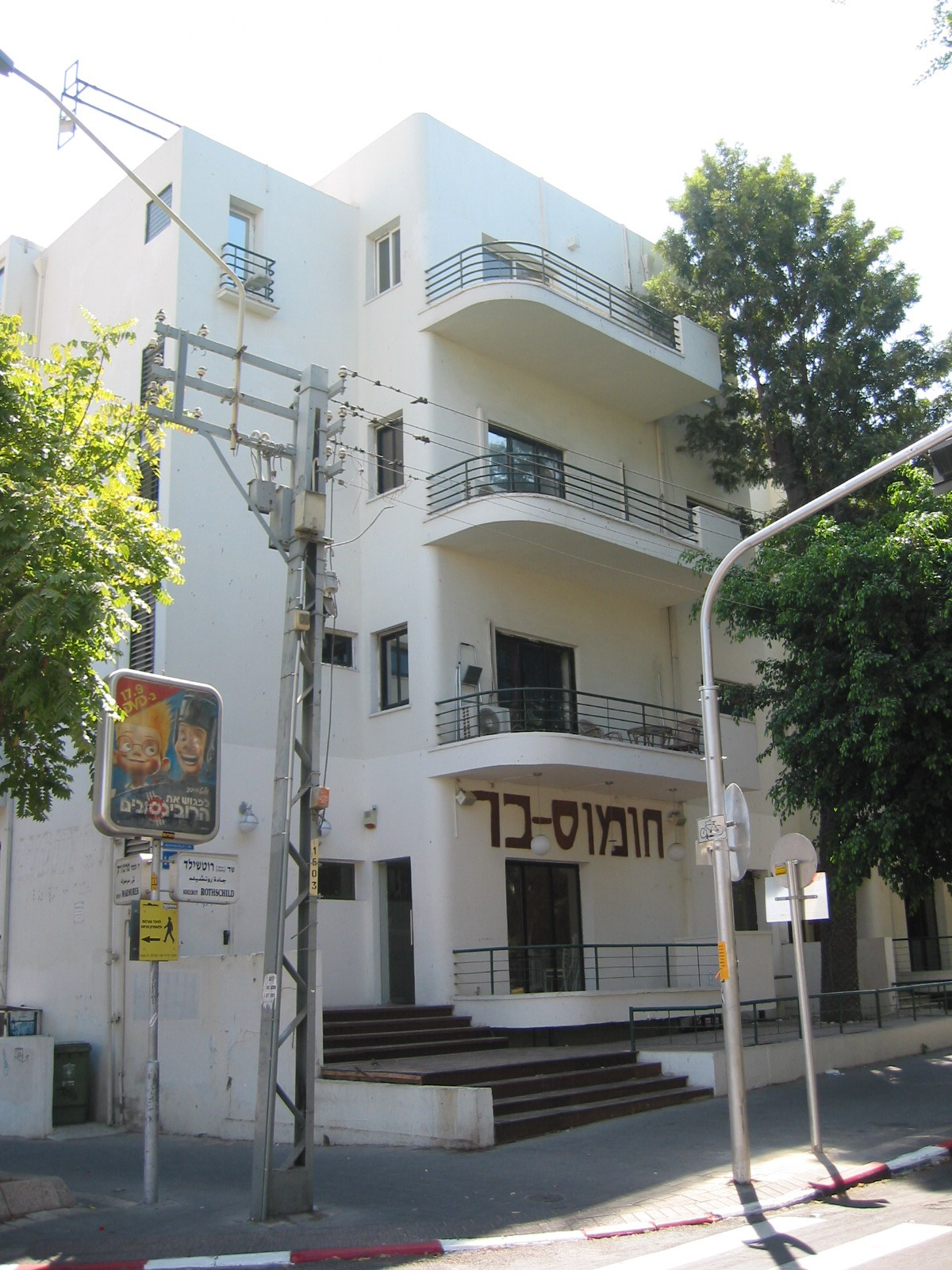
Budynki w otoczeniu placu Orkiestry

Plac Orkiestry (hebr. מתחם הבימה, Heychal Ha'Tarbut; pol. Salony Kultury) – plac, który znajduje się w osiedlu Centrum Tel Awiwu w Tel Awiwie, w Izraelu. Plac jest najważniejszym obszarem kultury w mieście. W miejscu tym skoncentrowano liczne instytucje użyteczności publicznej.

## Położenie
Plac jest usytuowany na skrzyżowaniu ulic Ben-Cijjon, Marmorek, Dizengoffa i bulwaru Rothschilda. W jego sąsiedztwie znajduje się centrum handlowe Centrum Dizengoffa.

## Historia
Pmysł stworzenie obszaru kultury przedstawił architekt Patrick Geddes, który pod koniec lat 20. XX wieku opracował plan zagospodarowania przestrzennego Tel Awiwu. Geddes zaproponował utworzenie kompleksu kulturalnego „Acropolis”, w skład którego wchodziłyby najważniejsze instytucje kulturalne miasta. Wszystkie one znalazłyby swoje siedziby w nowo wybudowanych nowoczesnych budynkach położonych na niewielkim wzgórzu, podobnie jak klasyczny Akropol. W jego sąsiedztwie przewidziano utworzenie nowoczesnego centrum handlowego (Centrum Dizengoffa).
Ostateczny projekt budowy placu opracował w 1935 architekt Oskar Kaufmann. Jego budowa trwała do 1945. W tym samym roku wybudowano Teatr Narodowy Izraela - Habima, a położony przy nim plac nazwano Placem Teatru. Pozostałe planowane budynki powstały dopiero w latach późniejszych. Do tego czasu, część placu zajmowała szkółka leśna przygotowująca sadzonki drzew na potrzeby miasta. Pozostałością po tej szkółce jest utworzony w 1957 Park Jakuba (hebr. גן יעקב, Gan Jakob).
Podczas wojny o niepodległość, w dniu 28 czerwca 1948 na placu odbyła się uroczystość zaprzysiężenia Sił Obronnych Izraela. W uroczystości uczestniczyli przewodniczący Tymczasowej Rady Państwa (hebr. מועצת המדינה הזמנית, Moezet Ha-Medina Ha-Zmanit) Chaim Weizman oraz minister spraw zagranicznych Mosze Szaret.

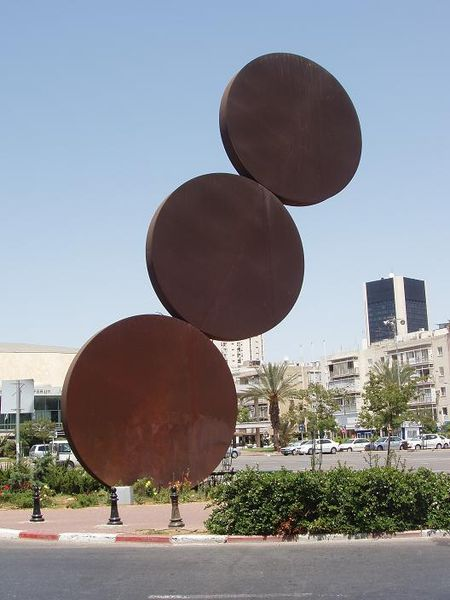
Rzeźba Menashe Kadishmana na placu Orkiestry

W latach 1953–1957 trwała budowa Audytorium Manna, które jest największą salą koncertową w Tel Awiwie i siedzibą Filharmonii Izraela. Po uroczystości otwarcia audytorium w 1957 część przyległego do niego placu nazwano Placem Orkiestry. W 1959 na placu wybudowano Pawilon Sztuki Współczesnej Heleny Rubinstein, pełniący rolę muzeum i galerii sztuki. Pawilon jest oddziałem Muzeum Sztuki Tel Awiwu. Pozostałą większą część placu przeznaczono wówczas pod tymczasowy parking samochodowy.
W 1990 zmieniono nazwę placu na Plac Leonarda Bernsteina, oddając w ten sposób cześć zmarłemu kompozytorowi, pianiście i dyrygentowi Leonardowi Bernstein.
W 2007 rozpoczęto przebudowę placu według projektu przygotowanego przez architekta Dani Karavana. Do 2010 ma tutaj powstać podziemny parking dla 920 samochodów, na którego dachu powstanie teren rekreacyjny z alejkami i zielenią. Zostanie tutaj umieszczona rzeźba Menashe Kadishmana, która uprzednio znajdowała się na placu.

## Architektura
Budynki mieszkalne w otoczeniu placu wybudowano w stylu międzynarodowym. Plac wchodzi w skład architektonicznego zespołu miejskiego Białego Miasta Tel Awiwu, który został w 2003 umieszczony na Liście światowego dziedzictwa UNESCO, jako największe na świecie skupisko budynków modernistycznych. Został on stworzony w latach 30. XX wieku przez pochodzących z Niemiec żydowskich architektów, którzy kształcili się na uczelni artystycznej Bauhaus (powstał w niej styl architektoniczny nazywany modernizmem). Niektórzy z tych architektów, w tym Arje Szaron, przyjechali do Palestyny i przystosowali poglądy modernizmu do lokalnych warunków, tworząc w Tel Awiwie największe na świecie skupisko budynków wybudowanych w tym stylu.

## Wykorzystanie placu
Na placu znajdują się najważniejsze instytucje kulturalne Tel Awiwu: Teatr Narodowy Izraela - Habima, Audytorium Manna oraz Pawilon Sztuki Współczesnej Heleny Rubinstein.
Północno-zachodnią część placu zajmuje Park Jakuba, w którym rosną rozłożyste jawory.